# La Culotte révélatrice
La Culotte révélatrice est un épisode de la série télévisée d'animation Les Simpson. Il s'agit du seizième épisode de la trente-cinquième saison et du 766e de la série.

## Synopsis
Se sentant peu appréciée par sa famille et agacée par Homer, Marge découvre que Homer possède une paire rare de pantalons bleus qu'elle peut vendre pour des milliers de dollars. Lorsqu'elle le fait, elle décide de garder l'argent pour elle et l'utilise pour acheter une bague coûteuse, mais elle finit par se sentir coupable. Pendant ce temps, Homer se retrouve avec de la chance en portant des survêtements à la place.

## Réception
Lors de sa première diffusion, l'épisode a attiré 0,85 million de téléspectateurs.